# Filosofía de la física térmica y estadística

Figura esquemática del demonio de Maxwell, una posible violación del segundo principio de la termodinámica.

La filosofía de física térmica y estadística es la parte de la filosofía de la física encargada de la interpretación de los postulados de la termodinámica clásica, mecánica estadística y otras teorías relacionadas. Sus enfoques centrales incluyen el estudio de la entropía, y su relación con la segunda ley de la termodinámica. Estudia también la interdependencia entre la mecánica estadística con un posible elemento de irreversibilidad del tiempo y la teórica relación entre la mecánica estadística y la flecha del tiempo. Muchas de estas reflexiones se centran en el segundo principio de la termodinámica y experimentos mentales como el demonio de Maxwell y el trinquete de Feynman (o trinquete browniano).

## Termodinámica
La termodinámica estudia el comportamiento macroscópico de sistemas físicos determinados bajo la influencia del intercambio de trabajo y calor con otros sistemas o con su entorno. La termodinámica y la mecánica estadística tienen variantes comunes lo cual es importante porque plantea cuestiones filosóficas sobre cómo se utiliza el método postulatorio en la ciencia y como deben ser interpretados dichos datos postulatorios.
En el corazón de la termodinámica contemporánea está la idea del equilibrio termodinámico, un estado en que las propiedades no macroscópicas del sistema cambian con el tiempo. En versiones ortodoxas de la termodinámica, ciertas propiedades como temperatura y entropía están definidas solo por estados de equilibrio. La idea de la existencia de estados de equilibrio termodinámico ha sido la idea fundamental (aun cuando tácitos) de la termodinámica. Recientemente se le ha denominado "la primera ley de termodinámica negativa".

## Leyes de la termodinámica
La termodinámica a menudo ha sido descrita como una "teoría de principio", en la que unas cuantas generalizaciones empíricas son menospreciadas, y de estos se deduce el resto de la teoría. Según esta perspectiva, hay una correspondencia fuerte entre tres hechos empíricos y las primeras tres leyes de termodinámica. Existe una cuarta ley de reciprocidad.

### Filosofía de la ley cero
En la física, es un hecho empírico que, si un sistema A esta en equilibrio térmico con el sistema B, y el sistema B esta en equilibrio térmico con el sistema C, entonces el sistema A y el sistema C esta también en equilibrio térmico. Por ello, el equilibrio térmico entre sistemas es una relación de equivalencia, y ello es el fundamento de la ley cero de la termodinámica. Según Max Planck, quien escribió un libro de texto influyente sobre termodinámica, y muchos otros autores, este principio es empírico del que se puede deducir que la "función temperatura" es la base del concepto cotidiano de calor.
Filosóficamente, la interpretación mecánica del principio cero de la termodinámica produce resultados inconclusos o, en el mejor de los casos, equilibrios aproximados. En la teoría de Carathéodory (1909), se postula que existen sistemas "permeables sólo al calor", aunque el calor no está explícitamente definido. Este postulado es un postulado físico existencial. No obstante, no aclara si solo hay un tipo de calor. Este pensamiento establece como condición que siempre que cada uno de los sistemas S1 y S2 alcancen al equilibrio independientemente con un tercer sistema S3 en condiciones idénticas, los sistemas S1 y S2 están en equilibrio mutuo. Es la función de esta afirmación la que proporciona no sólo la existencia de transferencia de energía que no sea por trabajo o transferencia de materia, sino también para proveer que tal transferencia sea única en la sentido que sólo hay un tipo de sistema, y un tipo de susodicha transferencia.

### Filosofía de la Primera ley
La Primera Ley de Termodinámica aclara que el nivel de energía interno de un sistema aislado es constante. En el contexto de un sistema no aislado, esta ley postula que cuando hay un cambio de energía en la transición de un estado de equilibrio a otro, dicho cambio es equivalente a la transferencia de calor al sistema menos el trabajo hecho por el sistema. Por ello, la energía absorbida menos la energía perdida es igual al cambio de energía y la energía no puede ser creada ni destruida.
La versión clásica de la Primera Ley como se muestra arriba debe ser modificada: la energía total del universo, incluyendo el equivalente de energía de todos los bariones, bosones, y leptones en el universo, es constante en el tiempo. Basado en ello, aun si el universo tuviese una densidad de energía neta nula, es una observación empírica, no una restricción impuesta por la primera ley de la termodinámica. 
Otros principios físicos de la Primera Ley:
- Equivalencia entre masa y energía que es consecuencia de la relatividad especial (resumido para partículas en descanso por la ecuación E=mc^2.);
- Modelo estándar de física de partículas;
- Aparición espontánea de partículas elementales fuera del vacío ([vacuum vacuum]), como es explicado por la teoría cuántica, y la decadencia igualmente espontánea de partículas aisladas y la cancelación mutua de partículas y antipartículas

### Filosofía de la Segunda ley de la termodinámica
La Segunda Ley de la Termodinámica dice que las diferencias de temperatura entre sistemas en contacto el uno con el otro tienden a igualarse, pero la pérdida de calor ocurre en la forma de entropía. Esta ley sigue solo estadísticas porque filosóficamente, todos los sistemas físicos están sujetos a poder obtener energía del movimiento térmico de los átomos que lo componen, entonces el sistema ocupará "estados termodinámicos" nuevos en proporciones iguales a las previamente existentes. 
En pocas palabras, las cuestiones filosóficas relacionadas tienen que ver con el hecho de que la imagen del mundo propuesta por la Física clásica (y de igual modo teorías posteriores como la cuántica y la relatividad) es reversible respecto al tiempo: esto parece sugerir que el tiempo es una variable no fundamental, a pesar de nuestra intuición, la cual no sería más que una ilusión. Esto contrasta con el hecho de que la 2ª ley de la termodinámica es la que describe todos los procesos aparentemente irreversibles del universo. Tal irreversibilidad, a su vez, parece otorgarle un rol más central al concepto de tiempo. 
El intento de la Mecánica Estadística de reconciliar los fenómenos macroscópicos de la termodinámica con la Física clásica es por tanto un proyecto reduccionista que preservaría la imagen clásica en la que el tiempo es secundario y la irreversibilidad sólo aparente. La explicación estadística de Boltzmann es el caso más paradigmático, aunque esta afronta varias objeciones, que han sido discutidas desde finales del siglo XIX. 
Una de las cuestiones centrales es cómo interpretar las probabilidades que aparecen en la teoría de la mecánica estadística, especialmente porque describe fenómenos físicos cuya ocurrencia es probabilista pero las leyes subyacentes son deterministas (las leyes de la física clásica). 

#### El demonio de Maxwell
James Clerk Maxwell, en un ensayo titulado la "Teoría de Calor," propuso un experimento mental demostrando por qué la Segunda Ley puede ser una condición provisional, por qué la entropía podría ser vencible. Este experimento fue denominada el Demonio de Maxwell.
"Si concebimos un ser cuyas facultades son tan agudizadas que pueda seguir cada molécula en su curso, este ser, cuyos atributos son todavía esencialmente finitos como los nuestros, sería capaz de hacer lo qué actualmente es imposible para nosotros," (J. C. Maxwell)
Posteriormente explicó que el demonio que trabaja a nivel microscópico, podría operar un muro (presumiblemente de construcción de fricción baja) dejando moléculas veloces únicas pasar a través de él. De este modo, el trabajo del demonio resultaría en moléculas lentas (i.e. fríos) en un lado del muro, y las calientes por otro lado. Aun así movimiento de uniformidad de temperatura a una ruptura de frío/caliente viola la Segunda Ley.
En el siglo XX, avances en la Teoría de la información y la termodinámica finalmente mostraron cómo el demonio proverbial está midiendo y manipulando las actividades necesariamente incrementando la entropía total por más de sus acciones disminuyendo la entropía del sistema gaseoso cerrado. Por ello el demonio del maxwell no pudo disminuir la entropía total en el principio, y la excepción de la segunda ley propuesta por Maxwell sigue refutada.